# 罗月林
罗月林（1949年10月—），湖南衡阳人，中国共产党党员，中华人民共和国政治人物。

## 生平
1949年10月出生在湖南省衡阳地区。1965年9月，罗月林考入湖南中医学院中药班，1968年9月毕业。
1968年12月，罗月林在衡东县成为一名知识青年、之后先后出任县医疗队员、衡阳地区卫生局医政药政科副科长、药政处副主任、衡阳行署文教办秘书科负责人、衡阳地区结核病医院党总支书记、中共城北区委副书记、区长、中共祁东县委书记、中共衡阳市委常委、秘书长。
1994年10月，罗月林调到邵阳市，2000年5月晋升邵阳市人民政府市长。2002年11月至2010年6月，罗月林出任湖南省国防科工办（湖南省国防科工局）党组书记、主任。